# Lamprolepis
Genre
Lamprolepis est un genre de sauriens de la famille des Scincidae.

## Répartition
Les espèces de ce genre se rencontrent dans les îles de l'ouest du Pacifique, d'Asie et d'Océanie.

## Liste des espèces
Selon The Reptile Database (28 sept. 2012) :
- Lamprolepis leucosticta (Müller, 1923)
- Lamprolepis nieuwenhuisii (Lidth De Jeude, 1905)
- Lamprolepis smaragdina (Lesson, 1826)
- Lamprolepis vyneri Shelford, 1905

## Publication originale
- Fitzinger, 1843 : Systema Reptilium, fasciculus primus, Amblyglossae. Braumüller et Seidel, Wien, p. 1-106 (texte intégral).